# Rui Hülse
Ruy Hülse (Criciúma, 7 de fevereiro de 1926 — 12 de agosto de 2024) foi um engenheiro e político brasileiro.

## Vida
Filho do ex-governador Heriberto Hülse e de Lucília Correia Hülse. Casou-se com Maria de Lourdes Candiota Hülse, com quem teve três filhos.
Em 1950, foi diplomado em Engenharia de Minas pela Escola de Engenharia da Universidade Federal do Rio Grande do Sul.
Pela UDN, foi deputado à Assembleia Legislativa de Santa Catarina na 3ª legislatura (1955 — 1959), na 4ª legislatura (1959 — 1963), e na 5ª legislatura (1963 — 1967).
Foi presidente da Assembleia em 1957 e 1º vice-presidente em 1960.
Foi prefeito de Criciúma, de 1966 a 1970.
Em 1968, criou a Fucri, hoje Unesc, uma Universidade referência que já formou mais de 50 mil pessoas.
De 1971 até 1991, trabalhou no setor cerâmico, como diretor do grupo Cecrisa.
Foi Secretário Municipal de Desenvolvimento de Criciúma, de 1992 a 1994.
Em 1996, assumiu a presidência do Siecesc (Sindicato da Indústria de Extração de Carvão do Estado de Santa Catarina), cargo que exerceu até 2017.

## Distinções
- Doutoramento Honoris Causa pela Unesc (2016);
- Comenda do Legislativo - Assembleia Legislativa de Santa Catarina (2016);
- Ordem do Mérito Industrial - Federação das Indústrias do Estado de Santa Catarina (2009)